# Arroyo de la Línea
El arroyo de la Línea es un curso de agua  que recorre el territorio denominado Rincón de Artigas, que pertenece al estado de Rio Grande do Sul, Brasil pero considerado límite contestado por Uruguay, perteneciendo así al  departamento de Artigas. Nace en la cuchilla Negra, cerca de la localidad de Masoller y desemboca en el arroyo Maneco, donde confluye con el arroyo de los Caraguatás para formar dicho arroyo. Pertenece a la Cuenca del Plata.